# Micro Machines
Cet article concerne la marque de jouet. Pour la série de jeux vidéo, voir Micro Machines (série de jeux vidéo).
 (octobre 2023).
Si vous disposez d'ouvrages ou d'articles de référence ou si vous connaissez des sites web de qualité traitant du thème abordé ici, merci de compléter l'article en donnant les références utiles à sa vérifiabilité et en les liant à la section « Notes et références ».

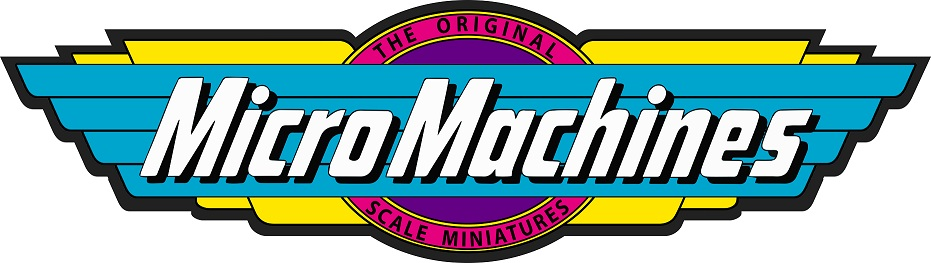
Logo de Galoob Micro Machines.

Micro Machines est une marque de véhicules reproduits à une échelle plus réduite que ceux des marques concurrentes comme Majorette ou Hot Wheels. 
Créés à l'origine par Galoob (entreprise intégrée à Hasbro en 1999), à partir d'une licence de l'inventeur de jouets Clem Heeden, dans le milieu des années 1980, ces jouets furent populaires dans les années 1990.
Les véhicules Micro Machines sont légèrement plus grands que s'ils étaient à l'échelle N.
Ces jouets ont été adaptés dans une série de jeux vidéo.